# 31853 Rahulmital
31853 Rahulmital è un asteroide della fascia principale. Scoperto nel 2000, presenta un'orbita caratterizzata da un semiasse maggiore pari a 2,3522999 UA e da un'eccentricità di 0,1149138, inclinata di 6,88181° rispetto all'eclittica.